# Renault 16
O Renault 16 (R16) é um hatchback do segmento D fabricado e comercializado em uma única geração pela montadora francesa Renault entre 1965 e 1980 em Le Havre, na França — e amplamente conhecido como o primeiro vencedor francês do prêmio Carro Europeu do Ano.

## Colocação no mercado
No início da década de 1960, a Renault estava produzindo uma série de carros pequenos, incluindo o hatchback Renault 4 e o sedã Renault Dauphine com motor traseiro, e pretendia substituir seu carro maior, o modelo Renault Frégate (1951-1960), que havia conseguido uma modesta produção total de 163.383 unidades.

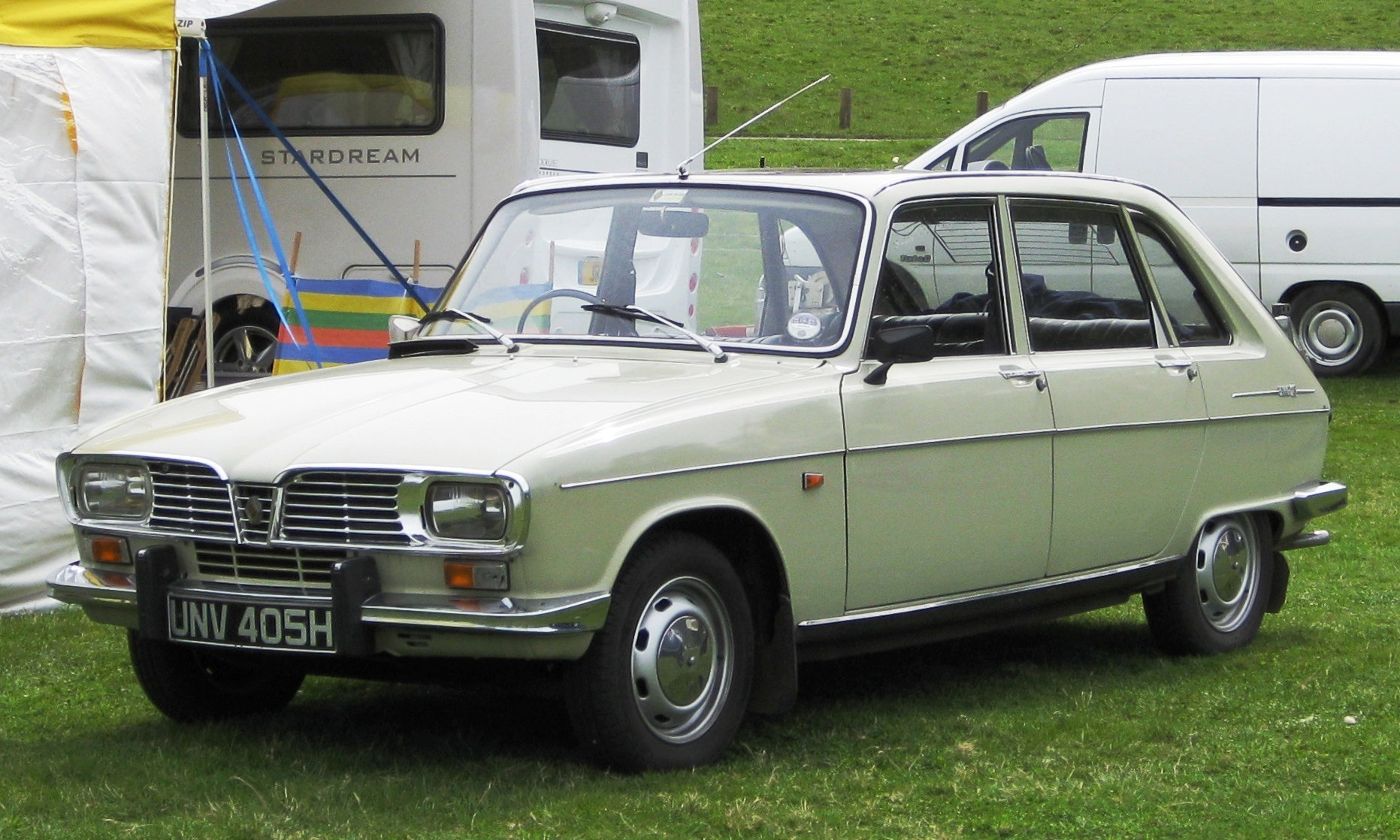
Renault 16 1969

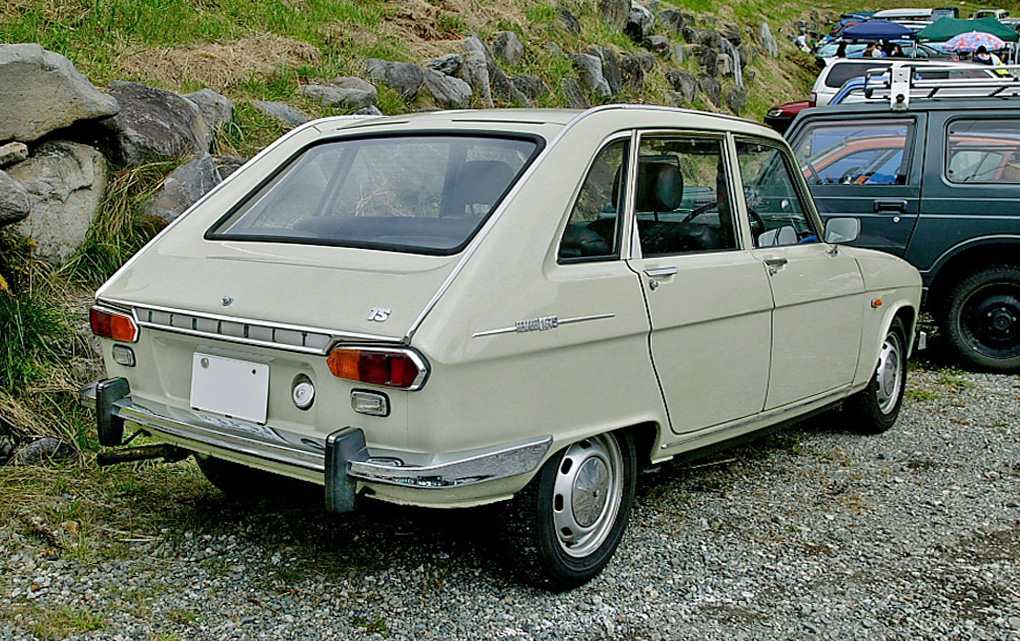
Renault 16 TS 1968–1970

O R16 foi um grande sucesso, com 1.845.959 R16s fabricados durante uma produção de 15 anos. O carro vendeu bem na maior parte da Europa, ganhando elogios por seu interior espaçoso e confortável, bem como pela praticidade oferecida por seu estilo de carroceria hatchback efetivamente único. Foi comercializado nos Estados Unidos, com apenas um pequeno número vendido. Teve consideravelmente mais sucesso no Canadá, onde a SOMA-Renault montou o 16 em regime CKD.

## Design
O layout mecânico do R16 é similar ao do Citroën Traction Avant – tração dianteira, motor montado atrás da transmissão, suspensão com barra de torção e câmbio montado na coluna. Além disso, o carro tinha um motor de alumínio e uma ventoinha de refrigeração elétrica, ambas inovações técnicas.
O 16 introduziu com sucesso o estilo de carroceria hatchback no segmento D, permitindo que o interior fosse configurado de sete maneiras diferentes. Esse estilo de carroceria fica entre um sedã e uma perua e, antes que o termo hatchback fosse cunhado, os jornalistas lutavam para descrevê-lo. Uma análise no English Motoring Illustrated em maio de 1965 (vários meses antes do carro ser oficialmente lançado lá) declarou: "O Renault 16 pode, portanto, ser descrito como um grande carro familiar, mas que não é um sedã de quatro portas e nem é exatamente uma perua. Mas, o mais importante, é um pouco diferente."
O R16 também é conhecido por sua distância entre eixos desigual, da esquerda para a direita, como no anterior Renault 4 e no posterior Renault 5. Os dois eixos das rodas traseiras não estão alinhados; em vez disso, a distância entre eixos esquerda é 70 mm mais longa do que a distância entre eixos direita, para acomodar a suspensão da barra de torção transversal. Isso e os assentos dianteiros macios dão ao carro uma viagem particularmente suave, mesmo em grandes lombadas.
O motor era montado longitudinalmente na frente, atrás da caixa de câmbio/transeixo, contribuindo para o equilíbrio de manuseio ao manter o peso mais próximo do centro do carro. Layouts de tração dianteira normalmente têm motores montados transversalmente (às vezes longitudinalmente), com o motor na frente da transmissão. Enquanto o layout da caixa de câmbio norte-sul/frente do R16 dava excelente manuseio, o acesso de manutenção ao motor era tão difícil que seu sucessor, o Renault 20, manteve o layout norte-sul, mas colocou o motor à frente da caixa de câmbio.
Uma alavanca de câmbio montada na coluna permitiu uma cabine frontal mais espaçosa. O câmbio montado na coluna (exigido pela posição da transmissão na frente do motor) era raro nos mercados da Europa Ocidental.

## Linha do tempo
- Agosto de 1964 – As primeiras fotos oficiais do R16 são divulgadas para a mídia.
- 2 de dezembro de 1964 – O primeiro R16 é concluído na fábrica em Sandouville, perto de Le Havre, uma instalação construída especificamente para o R16.
- 5 de janeiro de 1965 – O Renault 16 é apresentado ao mundo e à imprensa em uma apresentação na Costa Azul.
- Abril de 1965 – O R16 é disponibilizado ao público, em duas especificações: Grand Luxe e Super, ambas equipadas com um motor de 1470 cc
- Outono de 1965 – O R16 é lançado com volante à direita para o mercado do Reino Unido.
- 1967 – Ventilação e aquecimento são melhorados e o painel é redesenhado. Um afogador operado automaticamente também é disponibilizado.
- 1968 – O R16 TS é introduzido. Ele apresenta um novo motor de 1565 cc, um painel de instrumentos totalmente novo que inclui um tacômetro e um medidor de temperatura da água e muitos outros novos recursos, incluindo limpadores de para-brisa de duas velocidades, desembaçador traseiro, luz de leitura do passageiro, além de teto solar de aço manual e janelas dianteiras elétricas opcionais.
- Junho de 1968 – Início da montagem australiana[16]
- 1969 – Os outros modelos R16 têm as mesmas rodas e freios do TS. O TS tem luzes de ré (montadas abaixo das lanternas traseiras). Os outros modelos estão disponíveis com luzes de ré como um extra opcional.
- 1969 – O R16 TA, com transmissão automática, é introduzido. O TA é efetivamente um R16 Super com alguns recursos do TS.
- 1970 – Cintos de segurança dianteiros são instalados em todos os R16s.
- 1971 – O R16 passa por uma leve reformulação. Entre as mudanças mais óbvias estão as novas lanternas traseiras retangulares. O Grand Luxe e o Super são substituídos pelas especificações L e TL, ambas ganhando o mesmo motor de 1565 cc do TS (mas com o cabeçote do 1470 cc). O TA é descontinuado e uma transmissão automática é disponibilizada como opção em toda a linha R16.
- 1973 – Um modelo R16 TX de luxo é apresentado no Salão do Automóvel de Paris, equipado com um motor de 1647 cc (uma versão ampliada do motor do TS) e uma transmissão manual de cinco marchas. O TX era distinguível de outros R16s no exterior por seus quatro faróis retangulares com grandes luzes de seta embaixo. Entre os outros recursos disponíveis no TX estavam rodas Gordini, um spoiler traseiro, um limpador de para-brisa traseiro, um para-brisa laminado, cintos de segurança automáticos, vidros elétricos, travamento central e ar condicionado opcional.
- 1974 – A grade de alumínio no L, TL e TS é substituída por uma grade de plástico preta.
- 1975 – Lançamento dos modelos R20 e R30, que devem substituir o R16, mas este continua ao lado dos carros mais novos por enquanto.
- 1976 – A transmissão automática deixou de estar disponível como opção no L, TL e TS. No entanto, um modelo TL Automatic foi lançado.
- 1977 – Os modelos L e TS são descontinuados quando a Renault revela o novo sedã R18, outro carro que deve atrair os atuais proprietários do R16.
- 1978 – Todos os modelos agora têm luzes de ré instaladas como padrão.
- 1979 – Cintos de segurança traseiros de três pontos são padrão em todos os modelos. O TL Automatic é descontinuado.
- Janeiro de 1980 – A produção do R16 termina após 15 anos.